# Kaland

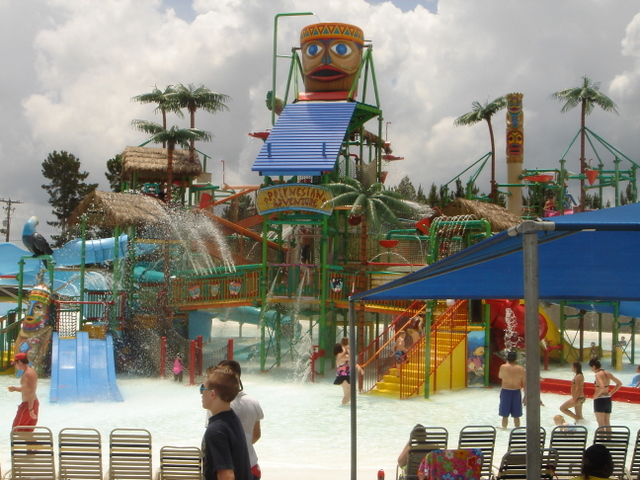
Kalandpark

A kaland izgalmas vagy szokatlan élmény, amely lehet egy merész, rendszerint kockázatos, bizonytalan kimenetelű vállalkozás. Kalandok lehetnek fizikai veszélyekkel járó tevékenységeket, mint például az ejtőernyőzés, a hegymászás vagy az extrém sportok. A kifejezés nagyjából jelenthet bármely olyan vállalkozást, amely potenciálisan tele van fizikai, anyagi vagy pszichológiai kockázattal, mint például egy üzleti vállalkozás, egy szerelemi légyott, vagy az élet más nagy kihívásai.
A kalandos élmények pszichológiai és fiziológiai éberséget okoznak, amely felfogható negatív (pl. félelem) vagy pozitív (pl. flow) élményként, és amely a Yerkes–Dodson-törvény szerint káros hatású lehet. Néhány embernél a kaland válik legfőbb elfoglaltságává. André Malraux kalandor a La Condition Humaine (1933) című művében így ír: „Ha az ember nem hajlandó kockáztatni az életét, hol a méltósága?”. Helen Keller szerint „Az élet vagy egy merész kaland vagy semmi.”
A szabadtéri kalandtevékenységeket jellemzően rekreáció vagy izgalom céljából végzik, például kalandversenyzés, kalandturizmus. A kalandtevékenységek jók tapasztalatszerzésre, a kalandoktatás során kihívások által szereznek tudást a résztvevők.

## Kaland a mitológiában

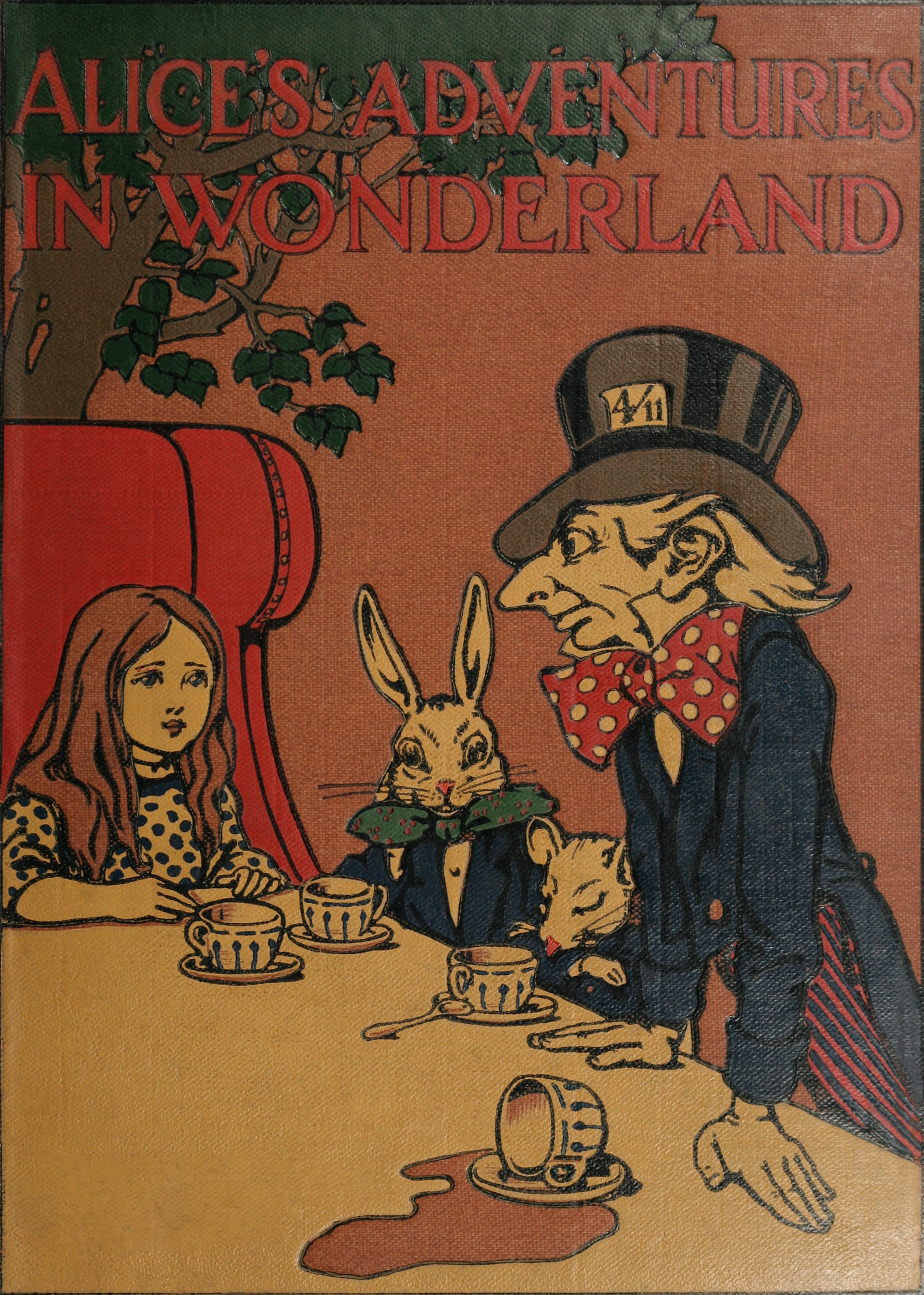
Lewis Carroll Alice Csodaországban című műve egy jól ismert példája a fantasy-kaland történeteknek

Az egyik legismertebb és legelterjedtebb kalandtörténet Homérosz Odüsszeiája. Joseph Campbell mitológus írta le elképzelését a monomítoszról a The Hero with a Thousand Faces című könyvében. Campbell azt állította, hogy a hősi mitológiai történetek kultúráról kultúrára szállva hasonló alapmintát követnek, kezdve a kalandra hívástól, a veszélyes utazáson át a végső győzelemig. A késő középkorban a kóbor lovag volt a kalandot kereső szereplő megfelelője. A kalandregények szintén ezeket a kalandutazó főhős jegyeket viselik, ahogyan a népszerű játékfilmek is, mint a Csillagok háborúja vagy Az elveszett frigyláda fosztogatói.

## Galéria

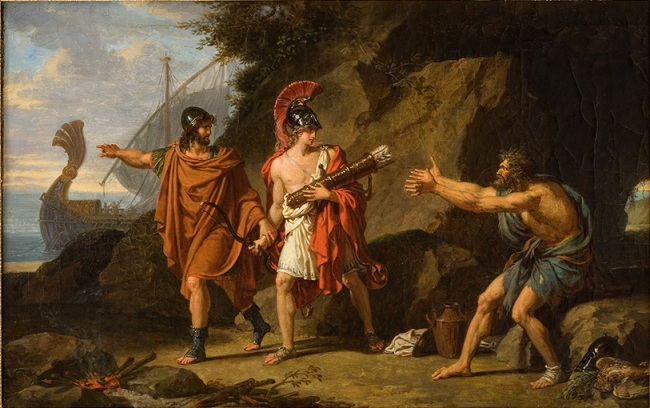
Odüsszeusz kalandtörténetének alapmotívumai nem változtak az évszázadok során
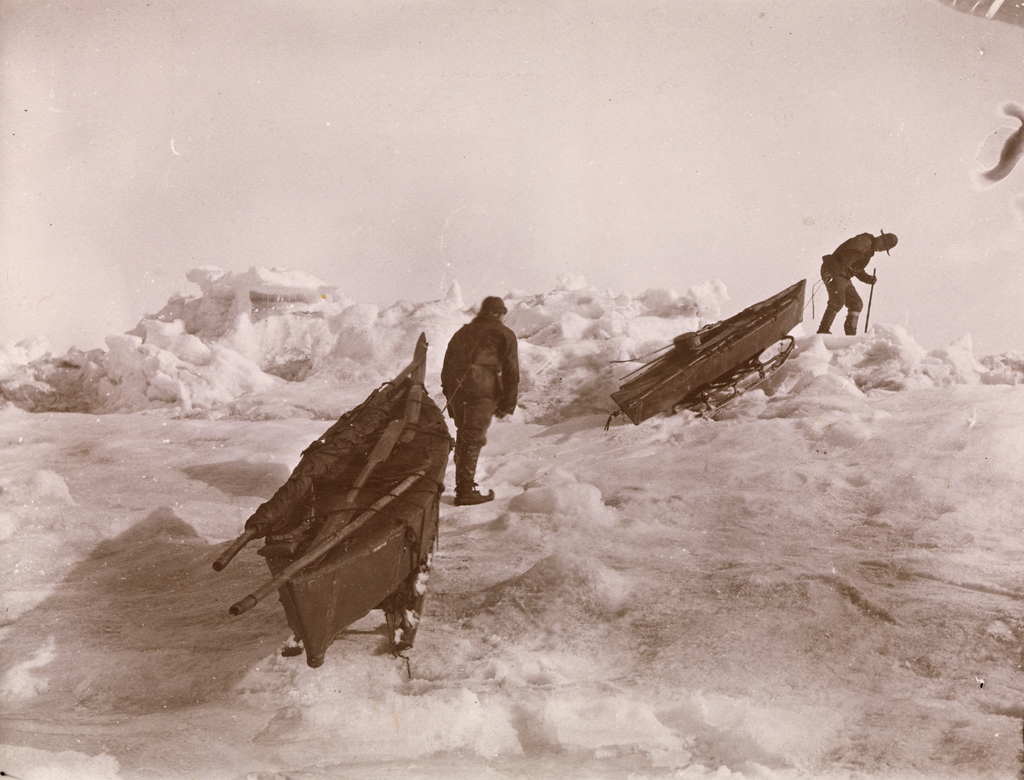
Fridtjof Nansen nemzetközi hírnévre tett szert, amikor elérte az északi sarkot expedíciójában 1893–96 között
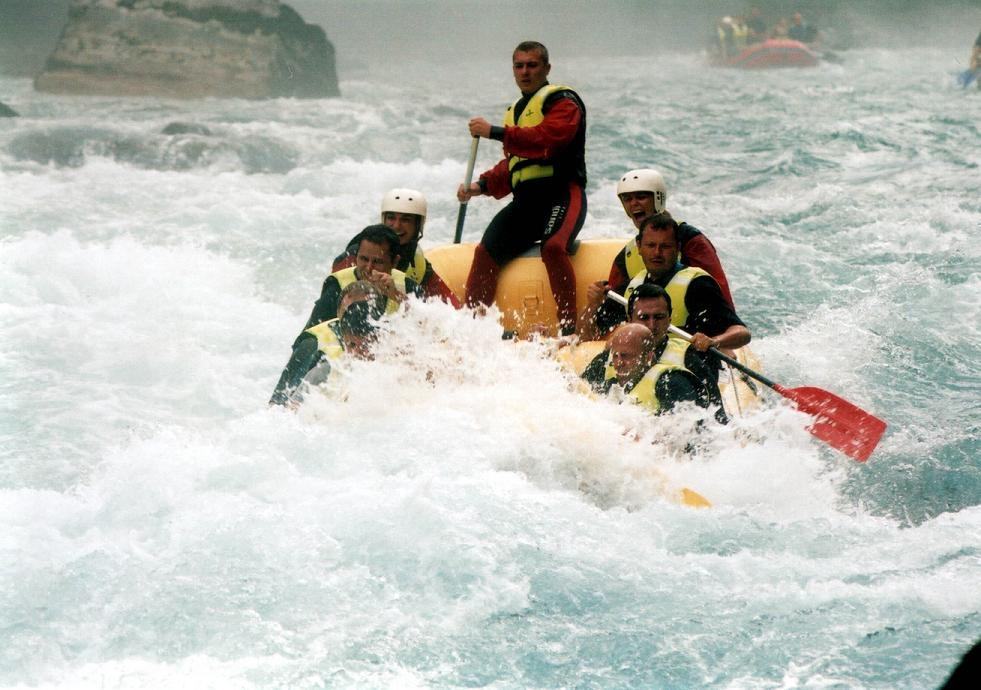
Az extrém sportok űzőit hajtja a kalandvágy

## Fordítás
- Ez a szócikk részben vagy egészben  az   Adventure című angol Wikipédia-szócikk ezen változatának fordításán alapul.  Az eredeti cikk szerkesztőit annak laptörténete sorolja fel. Ez a jelzés csupán a megfogalmazás eredetét és a szerzői jogokat jelzi, nem szolgál a cikkben szereplő információk forrásmegjelöléseként.